# Samuele Angori
Samuele Angori, né le 7 octobre 2003 à Cortone en Italie, est un footballeur italien qui joue au poste de défenseur au Pise SC.

## Biographie

### Carrière en club
Samuele Angori commence sa carrière professionnelle avec l'AC Perugia, où il signe son premier contrat professionnel en août 2021. Il est prêté successivement au Torino FC lors de la saison 2021-2022, puis à l'Empoli FC en 2022-2023. Il dispute principalement des rencontres de championnat Primavera pendant cette période, même s'il est parfois dans le groupe de l'équipe première.
En 2023, il rejoint Empoli FC de manière permanente avant d'être prêté à l'US Pontedera, en Serie C italienne, pour la saison 2023-2024 au cours de laquelle il s'impose comme titulaire indiscutable,.
Le 2 août 2024, il signe avec le Pisa Sporting Club, évoluant en Serie B. Il y continue de démontrer ses qualités défensives et sa polyvalence sur le flanc gauche, participant à une saison 2024-2025 historique pour le club.

### En sélection
Angori est sélectionné en équipe d'Italie des moins de 20 ans, avec laquelle il compte trois apparitions entre octobre 2023 et mars 2024. En mars 2025, il est appelé pour la première fois avec l'équipe espoirs.

## Palmarès
Pise SC
- Championnat d'Italie de deuxième division
  - Vice-champion en 2024-25